# Gregor Žiberna
Gregor Žiberna, slovenski jamar, * 9. marec 1855, Divača, † 17. februar 1929, Divača.

## Življenje in delo
Bil je izučen klobasičar in prekajevalec. V mladosti sta z bratom Nacetom v Trstu odprla prvo slovensko kavarno in zatem še delikateso, a kot zavedna Slovenca prišla v konflikt z italijanskimi iredentisti in bila izgnana. Žiberna se je vrnil v rojstni kraj in se nastanil v hlevu pri bratu Francetu. Zaradi njegove nepazljivosti je prišlo do požara, iz katerega se je sicer rešil, vendar se v hudem mrazu prehladil, dobil pljučnico in ji podlegel.
Žiberna je bil vaški posebnež in veseljak, ki je marsikoga pretental in dobil zato vzdevek Tentava. Stalne zaposlitve ni imel. Za plačilo je za muzeje in šole lovil gade in modrase, hkrati se je z veliko vnemo podajal v bližnje kraško podzemlje. Leta 1884 je zaslovel z odkritjem prostorne Divaške jame (najprej imenovana Rudolfova jama). S sovaščanom Jakobom Rešaverjem je vso jamo raziskal, poimenoval posamezne kapnike in druge detajle s slovenskimi imeni, ki pa so se večinoma izgubila. Leta 1885 je dala divaška občina izdelati poti ter vhod v jamo in jamo so začeli obiskovati domačini in številni tujci. Žiberna je bil čuvaj jame in jamski vodnik, saj je znal tudi nemško in italijansko. Občina je 1886 sklenila najemno pogodbo za 10 let z avstrijskim turističnim klubom na Dunaju, a sta jo partnerja 1890 razveljavila in jama je prišla v upravljanje planinskega društva. Po 2. svetovni vojni jama turistom ni bila dostopna, ker so 1943 Nemci razstrelili vhod, da ne bi imeli v njej partizani zavetja.
Žiberna je bil izredno pogumen in spreten plezalec v kraška brezna. 16. septembra 1889 se je s pomočjo vitla spustil 190 m globoko po navpičnem breznu na dno bližnje Kačne jame ter dal tržaškemu jamarju Antonu Hankeju prve podatke o njej. Štiri leta kasneje je v dogovoru s tržaškim jamarjem Josefom Marinitschem in s še štirimi domačini postavil od vhoda do dna Kačne jame lesene lestve, za kar so potrebovali 315 dni, ogromno napora in tveganja. Rad se je pridružil tudi odpravam tujih raziskovalcev našega podzemlja, zlasti z Dunaja in iz Trsta, zato ga večkrat omenja tuja speleološka literatura.